# Can Mas (Castellgalí)
Can Mas és una obra de Castellgalí (Bages) inclosa a l'Inventari del Patrimoni Arquitectònic de Catalunya.

## Descripció
Conjunt d'edificacions col·locades formant un pati davant de l'edifici principal. Aquest és de planta rectangular i té alçada de planta baixa i dos pisos i s'hi ubiquen l'habitatge dels amos i el del masovers. Destaquen les arcades de la planta baixa i la solució de la façana principal que forma dues plantes porxades (planta baixa i primera) i els balcons de la segona, que segurament respon a una de les modificacions de l'edifici. S'ha de destacar la gran bassa o dipòsit d'aigua descobert situat darrere l'edifici.